# 捷克斯洛伐克广播电台之战
捷克斯洛伐克广播电台之战是1968年華約入侵捷克斯洛伐克期间，捷克斯洛伐克平民为阻止捷克斯洛伐克廣播電台落入蘇聯陸軍手中而与蘇聯陸軍发生的冲突。苏军试图冲入电台大楼时，守卫者们投掷石块，还用鹤嘴锄砸漏了坦克的外置柴油油箱，接着点燃了漏出来的燃料，摧毁了几辆坦克。最終有17名平民被苏军杀害。这起事件后来成为了布拉格市民在国家遭到入侵期间抵抗华沙条约组织军队的标志性事件。